# Hypomyces lactifluorum
Hypomyces lactifluorum no és un bolet, sinó més aviat un fong ascomicet paràsit que creix sobre bolets tornant-los de color vermell taronja que sembla la closca d'un crustaci cuit. Colonitza membres del gènere del rovelló, Lactarius, i del gènere Russula, com Russula brevipes i Lactarius piperatus a Amèrica del Nord. A la amduresa, H. lactifluorum cobreix tot el seu hoste, fent-lo inidentificable. Aquests fongs són comestibles excel·lents, tenen gust de marisc i una textura ferma i densa. Es coneixen sota el nom comú de mare del rovelló quan parasiten els rovellons.